# Kyoko Iwasaki
Kyoko Iwasaki (Japón, 21 de julio de 1978) es una nadadora  retirada especializada en pruebas de estilo braza, donde consiguió ser campeona olímpica en 1992 en los 200 metros.

## Carrera deportiva
En los Juegos Olímpicos de Barcelona 1992 ganó la medalla de oro en los 200 metros braza, con un tiempo de 2:26.65 segundos que fue récord olímpico, por delante de la china Lin Li y la estadounidense Anita Nall. Tenía 14 años y 6 días cuando consiguió la medalla.